# Rudolf Hermsdorf
Rudolf „Rudi“ Hermsdorf (* 29. Dezember 1926) ist ein ehemaliger deutscher Fußballspieler. Für Turbine Erfurt war er von 1952 bis 1956 in der DDR-Oberliga, der höchsten Spielklasse des DDR-Fußballs, aktiv.

## Sportliche Laufbahn
Bis 1952 spielte Rudi Hermsdorf für die Thüringer Betriebssportgemeinschaft (BSG) Einheit/Motor Sonneberg in der drittklassigen Landesliga Thüringen. Noch als Sonneberger Spieler war er in den Kader der so genannten DDR-Kernmannschaft berufen worden, die zur Vorbereitung künftiger DDR-Länderspiele gebildet worden war. 
Zur Saison 1952/53 wechselte Hermsdorf aus Sonneberg zum DDR-Oberligisten Turbine Erfurt, wo Trainer Hans Carl ihn als Nachfolger des ausgeschiedenen Stürmers Helmut Lipper vorgesehen hatte. Hermsdorf wurde von Beginn an in den Oberligaspielen eingesetzt und spielte sowohl als halbrechter als auch halblinker Angreifer. Als er elf Punktspiele absolviert hatte, musste er viele Wochen verletzt pausieren und kehrte erst am 18. Spieltag in die Oberligamannschaft zurück. Danach bestritt er bis zum Saisonende noch neun der zehn ausstehenden Spiele und kam auf sieben Oberligatore. 1953/54 wurde Turbine Erfurt zum ersten Mal DDR-Meister. Hermsdorf war daran mit 25 von 28 ausgetragenen Punktspielen und fünf Toren beteiligt. Auch an der erfolgreichen Titelverteidigung in der Saison 1954/55 hatte Hermsdorf mit seinen 24 Punktspieleinsätzen und drei Toren bei insgesamt 26 Oberligaspielen maßgeblichen Anteil. In beiden Spielzeiten war er durchgehend als halblinker Stürmer eingesetzt worden. 
Im Herbst 1955 wurde im DDR-Fußball eine Übergangsrunde durchgeführt, die dem Wechsel zum Kalenderjahr-Spielrhythmus diente. In den 13 Spielen der Oberligarunde wurde Hermsdorf neunmal eingesetzt. Im Spieljahr 1956 stand er als 29-Jähriger in den 13 Punktspielen der Hinrunde jedes Mal in der Erfurter Mannschaft, wobei er abwechselnd als Mittelstürmer und im halbrechten Angriff eingesetzt wurde. Es gelang ihm nur noch ein Meisterschaftstor. Anschließend kam er bei Turbine Erfurt nicht mehr zum Einsatz.
Hermsdorf kehrte nach 91 Spielen und 16 Toren in der DDR-Oberliga aus Erfurt nach Sonneberg zurück und schloss sich der BSG Motor Sonneberg an. Als Spieler verhalf er den Sonnebergern 1958 an seiner früheren Wirkungsstätte, dem Sportplatz am Wolkenrasen, zum Aufstieg aus der Bezirksliga in die drittklassige II. DDR-Liga. Dort war Hermsdorf noch bis Anfang der 1960er Jahre als Fußballer aktiv. Beruflich arbeitete Hermsdorf in der Verwaltung eines der Vorgängerbetriebe des VEB Piko. Im VEB Piko stieg er zum Kaderleiter (Personalleiter) und im späteren Spielwarenkombinat zum Direktor der Kaderabteilung auf.